# حمادي الساحلي
حمادي الساحلي هو حمادي بن أحمد بن الحاج بوبكر الساحلي (حي الحلفاوين بتونس العاصمة، 16 ماي 1928 - 6 جويلية 2002 ) مثقف ومؤرخ تونسي

## تكوينه
درس أولا بالكتّاب ثم التحق بـالمدرسة العرفانية بربض باب سويقة والتابعة للجمعية الخيرية الإسلامية، وهناك حفظ القرآن الكريم، وفيها أحرز على الشهادة الابتدائية عام 1941، وفي أكتوبر 1942 التحق بالمدرسة الصادقية. ومن بين أساتذته بها الشيخ محمد الفاضل بن عاشور، وبعد أن أتم تعليمه الثانوي وأحرز على الجزء الثاني من شهادة الباكالوريا عام 1949، التحق للتدريس بالفرع الابتدائي للمدرسة الصادقية لمدة سنة 1949-1950، وفي أكتوبر 1950 تحول إلى فرنسا لاستكمال دراسته العليا، وهناك بقي خمس سنوات متنقلا بين باريس وآكس أون بروفنس لدراسة التاريخ.

## مساره المهني
بعد عودته إلى تونس، عمل حمادي الساحلي مدرسا لمادتي التاريخ والجغرافيا بالمعهد الثانوي بسوسة ثم بالمدرسة الصادقية، ودعي لمساعدة أحمد عبد السلام رئيس لجنة إصلاح التعليم، وكان له دور رئيسي في البرنامج التربوي الصادر في عام 1958، خاصة وأنه كان في تلك السنة نفسها قد ألتحق بديوان وزير التربية محمود المسعدي، حيث عمل إلى لمدة تسع سنوات. كما واكب بعد ذلك بعث التعليم العالي وإنشاء الجامعة وساهم في إصلاح برامج الإجازة في أواخر الستينات وأثناء السبعينات. حيث تولى الكتابة العامة للجامعة التونسية فيما بين 1968 و1973 ثم تحول بنفس الخطة إلى كلية الآداب والعلوم الإنسانية بتونس لمدة خمس سنوات ، وفي عام 1978 التحق بوزارة الثقافة بعد أن عين على رأسها محمد اليعلاوي الذي كان قبل ذلك يتولى عمادة الكلية، واستمر بها إلى عام 1981 ، ثم التحق للعمل بالشركة التونسية السعودية للاستثمار الإنمائي إلى أن بلغ سن التقاعد عام 1988.

## نشاطه
كان لحمادي الساحلي نشاط وحضور في الجمعيات، حيث تولى منذ حياته الطالبية تأسيس شعبة تابعة للحزب الحر الدستوري الجديد في مرسيليا، وقد تولى رئاستها. كما نشط في اللجنة الثقافية الوطنية والنادي الثقافي أبو القاسم الشابي وجمعية الدراسات الدولية وجمعية قدماء المدرسة الصادقية.

## أعماله
اهتم حمادي الساحلي بالتأليف وترجمة المؤلفات التاريخية وتحقيقها، وقد صدر له من تأليفه أو تعريبه، حوالي الثلاثين كتابا ، من بينها:
1. تأليف:

- فصول في التاريخ و الحضارة، دار الغرب الإسلامي، بيروت، 1992، 404 ص.[4]
- تراجم وقضايا معاصرة، دار الغرب الإسلامي، بيروت 2005.[5]
- الصحافة الهزلية في تونس نشأتها وتطورها 1906-1956، دار الغرب الإسلامي، بيروت 1996، 248 ص.[6]

1. تعريب وتقديم:

- روبار برنشفيك، تاريخ إفريقية في العهد الحفصي، جزءان.
- الهادي روجي إدريس، الدولة الصنهاجية
- أحمد السقا، مفهوم السيادة في الفكر الإسلامي، دار الغرب الإسلامي، بيروت 1998.
- عبد العزيز الثعالبي، روح التحرر في القرآن، دار الغرب الإسلامي، بيروت
- الصادق الزمرلي أعلام تونسيون
- مذكرات محمود الماطري.
- البشير صفر، الجغرافيا عند العرب : نشأتها وتطورها، دار الغرب الإسلامي، بيروت 1984، 126 ص.
- أحمد قصاب، تاريخ تونس المعاصر 1881 - 1956 م ، الشركة التونسية للتوزيع، 1986، 656 ص .
- مختار العياشي، البيئة الزيتونية: 1910 - 1945 - مساهمة في تاريخ الجامعة الإسلامية الزيتونية، دار التركي للنشر

1. تحقيق:[1]

- محمد بن الخوجة، تاريخ معالم التوحيد، تحقيق وتقديم بلاشتراك مع الجيلاني بن الحاج يحيى.
- محمد بن الخوجة، صفحات من تاريخ تونس
- ديوان الشيخ إبراهيم الرياحي، تحقيق مع محمد اليعلاوي
- عبد العزيز الثعالبي، محاضرات في تاريخ المذاهب والأديان، دار الغرب الإسلامي، بيروت 1985، 255 ص.
- حسن حسني عبد الوهاب، خلاصة تاريخ تونس.

## إشارات مرجعية
1. 1 2  الذكرى الثامنة لرحيل المؤرّخ والبحّاثة الكبير الأستاذ حمادي الساحلي[وصلة مكسورة]
2. 1 2 3 4 5 6 7  حمادي الساحلي "الكوكب السيار" [وصلة مكسورة] نسخة محفوظة 13 أبريل 2020 على موقع واي باك مشين.
3. ↑  http://www.neelwafurat.com/itempage.aspx?id=lbb146702-108083&search=books نبذة نسخة محفوظة 2022-03-14 على موقع واي باك مشين.
4. ↑  http://www.thakafa.biz/cgi-bin/item/269-34310/009/index.html%5Bوصلة+مكسورة%5D فصول في التاريخ والحضارة
5. ↑  http://www.essahafa.info.tn/archives/archvies_dhad/54/article12.html%5Bوصلة+مكسورة%5D كتاب جديد للمؤرّخ حمّادي الساحلي
6. ↑  http://www.thakafa.biz/cgi-bin/item/269-34289/007/index.html%5Bوصلة+مكسورة%5D نبذة